# Neorhynchoplax kempi
Neorhynchoplax kempi is een krabbensoort uit de familie van de Hymenosomatidae. De wetenschappelijke naam van de soort is voor het eerst geldig gepubliceerd in 1930 door Chopra & Das.